# Rada Bezpieczeństwa Narodowego

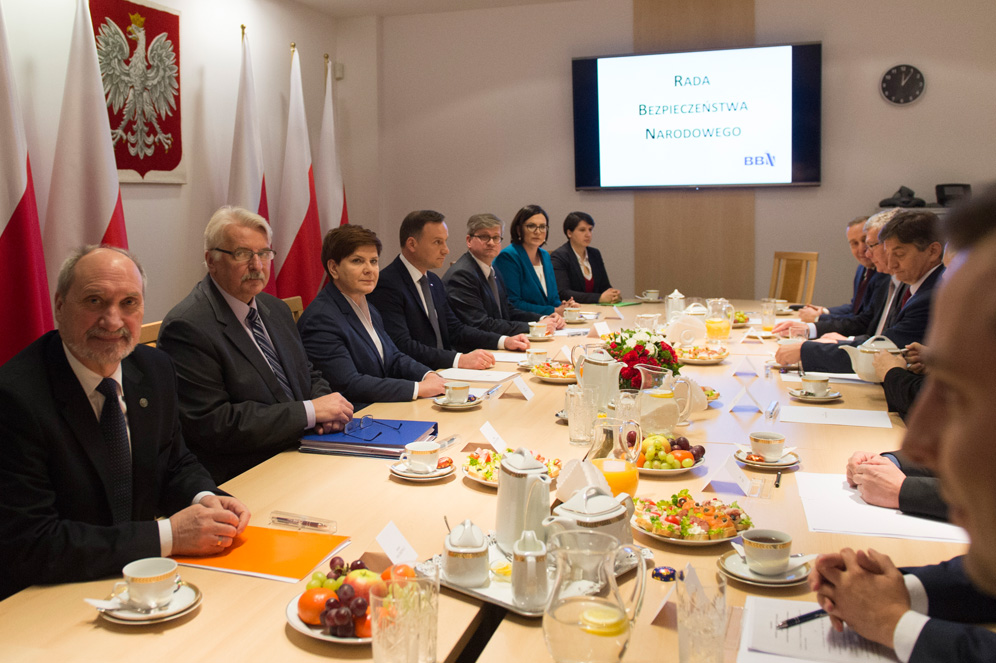
Posiedzenie Rady Bezpieczeństwa Narodowego

Rada Bezpieczeństwa Narodowego – konstytucyjny organ doradczy Prezydenta Rzeczypospolitej Polskiej w zakresie wewnętrznego i zewnętrznego bezpieczeństwa państwa.

## Organizacja i tryb działania
Rada działa na podstawie art. 135 Konstytucji Rzeczypospolitej Polskiej. Zgodnie z art. 144 ust. 1 i 3 pkt 26 Konstytucji, powoływanie i odwoływanie członków Rady Bezpieczeństwa Narodowego należy do wyłącznych kompetencji Prezydenta Rzeczypospolitej Polskiej i następuje w drodze postanowienia, które nie wymaga kontrasygnaty Prezesa Rady Ministrów. Poza postanowieniami Konstytucji, brak innego aktu prawa powszechnie obowiązującego, który by dotyczył działalności Rady.
Wewnętrzny tryb działania Rady został ustalony po 13 latach obowiązywania konstytucji, z dniem 24 maja 2010 w drodze wydania przez Marszałka Sejmu wykonującego obowiązki Prezydenta RP Bronisława Komorowskiego zarządzenia w sprawie trybu działania Rady Bezpieczeństwa Narodowego.
Zgodnie z powyższym zarządzeniem, Rada obraduje na posiedzeniach, które zwołuje Prezydent. Prezydent również przewodniczy posiedzeniom Rady; w razie jego nieobecności kompetencje te przejmuje wskazany przez niego członek Rady. Posiedzenia odbywają się w siedzibie Biura Bezpieczeństwa Narodowego, które również zapewnia Radzie obsługę organizacyjną, techniczną i finansową. Posiedzenia Rady przygotowuje Sekretarz Rady, którym z urzędu jest Szef Biura Bezpieczeństwa Narodowego. O ile Prezydent nie zarządzi inaczej, posiedzenia Rady są niejawne.
W posiedzeniach Rady uczestniczą członkowie Rady, a także, na zaproszenie Prezydenta, inne osoby niebędące członkami Rady – byli prezydenci i Prezesi Rady Ministrów oraz inne osoby, których udział jest wskazany z uwagi na przedmiot rozpatrywanych spraw.

## Kompetencje
Kompetencje Rady zostały określone w Konstytucji, zgodnie z którą jest to organ doradczy. W związku z powyższym nie jest ona uprawniona do podejmowania jakichkolwiek decyzji. Stosownie do wyżej wskazanego zarządzenia, Rada ma prawo do rozpatrywania i opiniowania założeń bezpieczeństwa, polityki zagranicznej, strategicznych problemów bezpieczeństwa narodowego i projektów jego strategii, doktryny obronnej, kierunków rozwoju sił zbrojnych, problemów pozamilitarnych dotyczących przygotowania systemu bezpieczeństwa narodowego.

## Składy Rady

### Prezydentura Aleksandra Kwaśniewskiego (I kadencja)
Po raz pierwszy Rada została powołana przez prezydenta Aleksandra Kwaśniewskiego 20 stycznia 1998
- Leszek Balcerowicz (20 stycznia 1998 – 23 grudnia 2000)
- Jerzy Buzek (20 stycznia 1998 – 23 grudnia 2000)
- Bronisław Geremek (20 stycznia 1998 – 23 grudnia 2000)
- Hanna Gronkiewicz-Waltz (20 stycznia 1998 – 23 grudnia 2000)
- Alicja Grześkowiak (20 stycznia 1998 – 23 grudnia 2000)
- Janusz Onyszkiewicz (20 stycznia 1998 – 23 grudnia 2000)
- Maciej Płażyński (20 stycznia 1998 – 23 grudnia 2000)
- Janusz Tomaszewski (20 stycznia 1998 – 23 grudnia 2000)
- Marek Siwiec (20 stycznia 1998 – 23 grudnia 2000)

### Prezydentura Aleksandra Kwaśniewskiego (II kadencja)
- Marek Belka (23 grudnia 2000 – 22 grudnia 2005)
- Ryszard Kalisz (23 grudnia 2000 – 22 grudnia 2005)
- Adam Daniel Rotfeld (23 grudnia 2000 – 22 grudnia 2005)
- Marek Siwiec (23 grudnia 2000 – 22 grudnia 2005)
- nadinsp. Bogusław Strzelecki (23 grudnia 2000 – 22 grudnia 2005)
- gen. broni Henryk Szumski (23 grudnia 2000 – 22 grudnia 2005)
- adm. floty Ryszard Łukasik (25 września 2003 – 22 grudnia 2005)
- Jerzy Bahr (1 marca 2005 – 22 grudnia 2005)

### Prezydentura Lecha Kaczyńskiego
- Bogdan Borusewicz (28 grudnia 2005 – 31 października 2007)
- Ludwik Dorn (28 grudnia 2005 – 5 lutego 2008)
- Marek Jurek (28 grudnia 2005 – 21 sierpnia 2007)
- Jarosław Kaczyński (28 grudnia 2005 – 9 listopada 2010)
- Kazimierz Marcinkiewicz (28 grudnia 2005 – 21 sierpnia 2007)
- Radosław Sikorski (28 grudnia 2005 – 18 września 2007)
- Stefan Meller (20 lutego 2006 – 14 marca 2007)
- Anna Fotyga (7 września 2006 – 20 maja 2010)
- Janusz Kaczmarek (14 marca 2007 – 21 sierpnia 2007)
- Aleksander Szczygło (14 marca 2007 – 10 kwietnia 2010)

### Prezydentura Bronisława Komorowskiego[2]
(także okres wykonywania przez niego jako marszałka Sejmu obowiązków prezydenta)
- Bogdan Borusewicz, marszałek Senatu, od 20 maja 2010 do 8 marca 2016
- Tomasz Siemoniak, wiceprezes Rady Ministrów i minister obrony narodowej, od 2 września 2011 do 8 marca 2016
- Ewa Kopacz, prezes Rady Ministrów oraz p.o. przewodniczącego PO, od 27 grudnia 2011 do 8 marca 2016
- Leszek Miller, przewodniczący SLD, od 27 grudnia 2011 do 8 marca 2016
- Janusz Piechociński, wiceprezes Rady Ministrów i minister gospodarki oraz prezes PSL, od 11 grudnia 2012 do 8 marca 2016
- Jarosław Gowin, przewodniczący Klubu Parlamentarnego Zjednoczona Prawica oraz prezes Polski Razem, od 3 września 2014 do 8 marca 2016
- Teresa Piotrowska, minister spraw wewnętrznych, od 6 października 2014 do 8 marca 2016
- Grzegorz Schetyna, minister spraw zagranicznych, od 6 października 2014 do 8 marca 2016
- Marek Biernacki, koordynator ds. służb specjalnych, od 23 czerwca 2015 do 8 marca 2016
- Małgorzata Kidawa-Błońska, marszałek Sejmu, od 30 czerwca 2015 do 8 marca 2016
- Michał Boni, minister administracji i cyfryzacji, od 6 września 2012 do 28 listopada 2013
- Jacek Cichocki, minister spraw wewnętrznych, od 27 grudnia 2011 do 27 lutego 2013 i koordynator ds. służb specjalnych, od 6 października 2014 do 23 czerwca 2015
- Paweł Kowal, prezes PJN, od 7 września 2011 do 27 grudnia 2011
- Joanna Kluzik-Rostkowska, przewodnicząca PJN, od 28 kwietnia 2011 do 15 czerwca 2011
- Grzegorz Schetyna, marszałek Sejmu, od 29 września 2010 do 27 grudnia 2011
- Jerzy Miller, minister spraw wewnętrznych i administracji, od 20 maja 2010 do 27 grudnia 2011
- Grzegorz Napieralski, przewodniczący SLD, od 20 maja 2010 do 27 grudnia 2011
- Bogdan Klich, minister obrony narodowej, od 20 maja 2010 do 2 września 2011
- Jarosław Kaczyński, prezes PiS, od 28 grudnia 2005 do 9 listopada 2010
- Waldemar Pawlak, wiceprezes Rady Ministrów i minister gospodarki oraz prezes PSL, od 20 maja 2010 do 11 grudnia 2012
- Zbigniew Ziobro, prezes Solidarnej Polski, od 6 września 2012 do 30 maja 2014
- Bartłomiej Sienkiewicz, minister spraw wewnętrznych, od 27 lutego 2013 do 6 października 2014
- Donald Tusk, prezes Rady Ministrów oraz przewodniczący PO, od 20 maja 2010 do 14 listopada 2014
- Janusz Palikot, przewodniczący TR, od 27 grudnia 2011 do 9 marca 2015
- Radosław Sikorski, marszałek Sejmu, od 20 maja 2010 do 25 czerwca 2015
- Stanisław Koziej, szef Biura Bezpieczeństwa Narodowego, od 20 maja 2010 do 6 sierpnia 2015

### Prezydentura Andrzeja Dudy
Oficjalny skład (stan na 2016 rok):
- Marek Kuchciński, marszałek Sejmu (do 9 sierpnia 2019), od 9 marca 2016
- Stanisław Karczewski, marszałek Senatu (do 11 listopada 2019), od 9 marca 2016
- Beata Szydło, prezes Rady Ministrów (do 11 grudnia 2017), od 9 marca 2016
- Antoni Macierewicz, minister obrony narodowej (do 9 stycznia 2018), od 9 marca 2016
- Mariusz Błaszczak, minister spraw wewnętrznych i administracji (do 9 stycznia 2018, następnie minister obrony narodowej), od 9 marca 2016
- Witold Waszczykowski, minister spraw zagranicznych (do 9 stycznia 2018), od 9 marca 2016
- Małgorzata Sadurska, szefowa Kancelarii Prezydenta RP (do 12 czerwca 2017), od 9 marca 2016
- Paweł Soloch, szef BBN i sekretarz Rady Bezpieczeństwa Narodowego, od 9 marca 2016
- Jarosław Kaczyński, prezes PiS, od 9 marca 2016
- Grzegorz Schetyna, przewodniczący PO (do 29 stycznia 2020), od 9 marca 2016
- Paweł Kukiz, prezes zarządu stowarzyszenia Kukiz’15, od 9 marca 2016
- Ryszard Petru, przewodniczący Nowoczesnej (do 25 listopada 2017), od 9 marca 2016
- Władysław Kosiniak-Kamysz, prezes PSL, od 9 marca 2016

Informacje o uczestnikach niektórych poszczególnych posiedzeń w dalszej części prezydentury Andrzeja Dudy opublikowano na stronie BBN.